# Understödsföreningar
En understödsförening är i Sverige en förening för inbördes bistånd som, utan att bedriva affärsmässig försäkringsrörelse, erbjuder kapital-, sjuk- eller pensionsförsäkring. Understödsföreningar ska vara registrerade hos Finansinspektionen och står under deras tillsyn. 2017 fanns 58 föreningar registrerade hos Finansinspektionen, varav 27 står under begränsad tillsyn.
Om understödsföreningens verksamhet är begränsad till viss verksamhet kan de också kallas annat än understödsförening. Ett exempel är understödsföreningar som i sin verksamhet är begränsade till enbart tjänstepensionsverksamhet, vilka ibland kallas för tjänstepensionskassor.
Understödsföreningar regleras i lagen (1972:262) om understödsföreningar - LUF. Lagen är upphävd genom lagen (2010:2044) om införande av försäkringsrörelselagen (2010:2043). I lagen föreskrevs att befintliga föreningar fick fortsätta att bedriva sin verksamhet till utgången av 2014, eller om de hos Finansinspektionen ansökt om tillstånd enligt försäkringsrörelselagen, till dess att ett beslut om ansökan vunnit laga kraft. Övergångstiden förlängdes därefter till utgången av 2017 då det på EU-nivå pågick en revidering av IORP-direktivet (2003/41/EG) och igen till 30 juni 2019 p.g.a. arbetet med att införa IORP II-direktivet (2016/2341/EU), som reglerar tjänstepensionsinstitut, i svensk rätt. Övergångsreglerna gäller understödsföreningar registrerade före den 1 januari 2011 och dessa har möjlighet att ansöka om tillstånd enligt försäkringsrörelselagen, d.v.s. som försäkringsaktiebolag, ömsesidigt försäkringsbolag eller försäkringsförening.